# Батрић Перовић
Батрић Перовић (крај XVII и почетак XVIII вијека) један је од синова Петра Вучићевића, који се у историјским изворима са краја XVII вијека помиње као кнез села Заљути, у Цуцама. Његово је презиме патримонично. У „Огледалу српском“, Његош је унио пјесму „Освета Батрића Перовића“, означивши да се догађај збио око 1700. године. Батрић Перовић је опјеван и у „Горском вијенцу“.